# Eucera punctatissima
Eucera punctatissima är en biart som beskrevs av Pérez 1895. Eucera punctatissima ingår i släktet långhornsbin, och familjen långtungebin. Inga underarter finns listade i Catalogue of Life.